# Arthur Lucien Charroin
Arthur Lucien Charroin (Saint Martin-de-Valgargues, 16 juni 1906 – Bergen-Belsen, februari 1945) was een Franse inspecteur van de Sûreté nationale. Voor zijn verzetswerk tijdens de Tweede Wereldoorlog ontving hij postuum een Nederlandse onderscheiding.

## Biografie
Charroin was werkzaam als inspecteur van de Sûreté nationale. Hij was gedetacheerd bij een douanepost in Saint Julien-en-Genevois. Tijdens de Tweede Wereldoorlog was Charroin op diverse manieren betrokken bij het verzet. Zijn voornaamste activiteit was gerelateerd aan het ondergrondse netwerk Dutch-Paris. Charroin maakte het onder meer mogelijk dat Jean Weidner, de organisator achter Dutch-Paris, met regelmaat van en naar Zwitserland kon reizen.
Op 9 februari 1944 werd een jonge vrouwelijke koerier per toeval opgepakt door Franse politie-inspecteurs van de Brigade d’lnterpellation en overgedragen aan de Gestapo. Tegen alle voorschriften in had zij een notitieboekje bij zich met namen en adressen van Dutch-Paris leden. Onder marteling onthulde zij vele namen van leden van het netwerk. Hierdoor werden zeker 150 Dutch-Paris leden opgepakt, onder wie Charroin. Hij werd op 10 februari 1944 in zijn standplaats St. Julien-en-Genevois gearresteerd en gevangengezet in Fort-Monluc in Lyon. Op 21 februari 1944 werd hij overgeplaatst naar de gevangenis van Fresnes (Val-de-Marne). Op 2 juli 1944 werd hij overgebracht naar het kamp Compiègne bij Parijs. Aangezien de geallieerden toen al dicht bij Parijs waren, werd de groep gevangenen waartoe Charroin behoorde, overgebracht naar het concentratiekamp Neuengamme. Op een later tijdstip werd hij doorgestuurd naar het concentratiekamp Bergen-Belsen, waar hij eind februari 1945 overleed. De exacte datum van zijn overlijden is niet bekend. 
Ook de echtgenote van Charroin, Alice Coste Charroin, was betrokken bij het verzetswerk binnen Dutch-Paris. Op 10 februari 1944 werd ook zij gearresteerd, maar op 11 augustus 1944 werd ze vrijgelaten. Ze overleefde de oorlog.

## Onderscheiding
Bij koninklijk besluit van 20 mei 1950, nr. 5, werd Charroin postuum onderscheiden met het Nederlandse Verzetskruis. De uitreiking vond plaats op 24 mei 1950 in Parijs.
H.J. van Aalderen
· P. van As
· M. Assies
· J.J. Barendsen
· J.A. Beekman
· H.D.J. Beernink
· L.R. Beijnen
· C.J. van den Berg-van der Vlis
· L.A. Bleys
· G. de Boer
· A.A. Bontekoe
· E.J. Bosch ridder van Rosenthal
· D.A. van den Bosch
· I.J. van den Bosch
· J.H. Bosch
· J.C.J. baron Brantsen
· A.L. Charroin
· F.G.M. Conijn
· M. Crans
· R.J. Dam
· F. Datema
· K.H. Derkzen van Angeren
· H. Dienske
· J.L.G. Doornik
· V. Dreyfus
· N. Dupont
· F. Duwaer
· S. Esmeijer
· G.H. Gelder
· J. Gelderman
· W.J. Gertenbach
· E.A. Giran
· O. Giran
· C.H. de Groot
· P.G.S. Guermonprez
· A. Hahn
· W. van Hall
· J.C.H.F. van Hanxleden Houwert
· Th.W.L. baron van Heemstra
· J.J. Hendrikx
· J.L. Hesselberg
· W.J. Heukels
· I. van der Horst
· J. ter Horst
· H.P. Hos
· J.F.H.M. baron van Hövell van Wezeveld en Westerflier
· B. IJzerdraat
· L. Jansen
· A. Kalter
· G.W. Kastein
· A. Keuter
· T.J. Kroeze
· D.M.R.H. Kroon
· H.Th. Kuipers-Rietberg
· A. Meerwaldt
· J.A.A. Mekel
· J.D. van Melle
· D.C.B. Mesritz
· M.-L.C. Meunier
· J.J. Mohr
· J.L. Moonen
· A.C. Nagtegaal
· F. Nieuwenhuijsen
· B. Oosthoek
· J. Oranje
· T. Pannekoek
· J. Post
· A.J. Rozeman
· V.H. Rutgers
· F.R. Ruys
· W. Santema
· J.J. Schaft
· Jhr. J. Schimmelpenninck
· R.L.A. Schoemaker
· G. Schoonman
· W.P. Speelman
· M. van der Stoep
· B.M. Telders
· A.O.H. Tellegen
· O.R. Thomsen
· G. Tieman
· T.W. de Tourton Bruijns
· L.M. Valstar
· G.J. van der Veen
· D. Verloop
· M.A.E. Verspyck
· P.M.R. Versteegh
· C. Vlot
· G. Weidner
· J.H. Westerveld
· H.B. Wiardi Beckman
· J.W. Wildschut
· J.R.E. Wüthrich
· L. Zwanenburg
· Onbekende Joodse soldaat